# Рассел Акофф
Рассел Лінкольн Акофф (англ. Russel Lincoln Ackoff; 12 лютого 1919, Філадельфія, Пенсільванія — 29 жовтня 2009, Паолі, Пенсільванія) — американський вчений, професор Пенсильванського університету, піонер дослідження операцій та теорій організацій і систем.

## Біографія
Акофф народився 12 лютого 1919 року в Філадельфії в сім'ї Джека та Фанні (Вайц) Акофф. Він отримав ступінь бакалавра в галузі архітектури в Пенсильванському університеті в 1941 році. З 1942 по 1946 рік він служив в армії США. Після війни повернувся до Пенсильванського університету, де отримав докторський ступінь. Він також отримав ряд почесних докторських ступенів протягом свого життя.
З 1947 до 1951 року Акофф був асистентом професора математики в Університеті Вейна. Він був доцентом і професором в Західному резервному університеті Кейза з 1951 по 1964 роки. В 1961 і 1962 роках він також був запрошеним професором в Університеті Бірмінгема. З 1964 по 1986 рік — професором науки управління у Вортонській школі бізнесу Пенсильванському університеті.
Починаючи з 1979 р, Акофф працював разом з Джоном Пурдехнадом консультантом в широкому спектрі галузей промисловості, в тому числі аерокосмічній, хімічній, комп'ютерної техніки, послуг передачі даних і програмного забезпечення, електроніки, енергетики, продуктів харчування і напоїв, охорони здоров'я, готельного бізнесу, промислового обладнання, автомобільної, страхування, металообробки, гірничодобувної промисловості, фармацевтики, телекомунікацій, комунальних послуг та транспорту.
Акофф одружився з Олександрою Макар 17 липня 1949 р. У пари було троє дітей: Алан, Карен і Карла. Після смерті дружини, одружився з Хелен Акофф Вальд 20 грудня 1987. Акофф несподівано помер у четвер, 29 жовтня 2009 року внаслідок ускладнень після операції ендопротезування суглоба.

## Внесок
Протягом багатьох років Акофф працював в сфері наукових досліджень дослідження роботи організацій, консультував понад 250 корпорацій і 50 урядових установ в США і за кордоном.
Його книга «Введення в дослідження операцій», що вийшла в 1957 році в співавторстві з Леонардом Арноффом, була однаєю з перших публікацій розвитку дослідження операцій. Вплив цієї роботи, за словами Кірбі і Розенхед, «важко переоцінити».
У 1972 Акофф написав книгу з Фредеріком Едмундом Емері про цілеспрямовані системи, яка зосереджувалась на питаннях системної оцінки людської поведінки. В ній стверджувалось, що будь-які організації, створені людьми, можна охарактеризувати як «цілеспрямовані системи», коли їх «члени — цілеспрямовані люди, які навмисно і колективно формулюють мету і є частинами більших цілеспрямованих систем». 
У співпраці з д-ром Дж Джеральдом Суарезом, ідеї Акоффа були впроваджені в Агентстві зв'язку Білого Дому під час президентства Клінтона і Буша, що принесло в Білий дім епоху системного мислення.
Акофф — автор і співавтор 35 книжок та більш ніж 150 публікацій в різних журналах.